# 皮埃爾·舍費爾
皮埃爾·亨利·马里·舍費爾（Pierre Henri Marie Schaeffer 法語發音：[ʃɛfɛʁ]；1910年8月14日—1995年8月19日），或译皮耶·薛菲，是一名法國作曲家、作家、工程師，電子音樂的先驅，發明了具體音樂。除去音樂上的貢獻外，他還寫過一些散文、短篇小說和劇本。
他被視為最具有影響力的實驗音樂、電子音樂家之一。1948年他用在巴黎地鐵錄製的聲音組合成的《地鐵練習曲》（Étude aux chemins de fer，收錄於Cinq études de bruits）是電子音樂誕生的標誌:006。

## 生平
他出生於南锡，父親是名小提琴演奏家，母親是名歌手，但他的父母並不鼓勵他學習音樂，而是希望他成為一名工程師。他1929年進入巴黎综合理工学院，後來轉入高等电力学院，1934年畢業。
1934年，他成為了一名工程師，在斯特拉斯堡工作，1935年結識伊莉莎白·施密特（Elisabeth Schmitt），同年二人結婚，婚後育有一女。婚後他搬到巴黎，1936年進入一家法國無線電臺（Radiodiffusion Française）工作。在巴黎，他開始研究音樂。
1942年，他創辦了電子音樂工作室Studio d' Essai（後來的Club d'Essai），並錄製了他的第一部作品。1951年，他在法國廣播電台又創辦了一個工作室（Groupe de Recherche de Musique Concrèt，GRMC），開始使用磁帶錄音。1952年，他寫就了《尋找具體音樂》（In Search of a Concrete Music）一書。1958年，他和呂克·費拉利、貝爾納·馬什創立了法國國家視聽研究院電子音樂研究中心（INA-GRM）。1968年至1980年之間，他主要負責教學工作，在巴黎音樂學院擔任客座教授。:007
1988年亞美尼亞大地震發生後，他隨488人的法國救援隊前往列寧納坎救助傷者，1995年去世。

## 作品
他曾在法國期刊《音樂評論》（Revue Musicale）上發表過文章，出版過《電影的非視覺元素》（The Non-Visual Element of Films，1946）、《世俗遊戲》（Secular Games，1946，劇本）、《克洛塔爾·尼可》（Chlothar Nicole，1938，短篇小說）等。

### 音樂
- Concertino-Diapason（1948，和J.-J. Grunenwald合作）
- Cinq études de bruits（1948）
- Suite pour 14 instruments（1949）
- Variations sur une flûte mexicaine（1949）
- Bidule en ut（1950，和皮埃爾·亨利合作）
- La course au kilocycle（1950，和皮埃爾·亨利合作）
- L'oiseau r.a.i.（1950）
- Symphonie pour un homme seul（1950，和皮埃爾·亨利合作，1953年、1955年、1966年修改）
- Toute la lyre（即Orphée 51，1951，和皮埃爾·亨利合作）
- Masquerage（1952）
- Les paroles dégelées（1952）
- Scènes de Don Juan（1952；和Monique Rollin合作）
- Orphée 53（1953; opera）
- Sahara d'aujourd'hui（1957，和皮埃爾·亨利合作）
- Continuo（1958，和吕克·费拉里合作）
- Etude aux sons animés（1958）
- Etude aux allures（1958）
- Exposition française à Londres（1958，和吕克·费拉里合作）
- Etude aux objets（1959）
- Nocturne aux chemins de fer（1959）
- Phèdre （1959）
- Simultané camerounais（1959）
- Phèdre（1961）
- L'aura d'Olga（1962，和Claude Arrieu合作）
- Le trièdre fertile（1975，和Bernard Durr合作）
- Bilude（1979)

## 外部連接
- 皮埃爾·舍費爾在互联网电影资料库（IMDb）上的資料（英文）

- Pierre Schaeffer （页面存档备份，存于），École Polytechnique
- Pierre Schaeffer，Electronic Music Foundation
- Pierre Schaeffer在Allmusic上的頁面
- Pierre Schaeffer （页面存档备份，存于），Last.fm
- Pierre Schaeffer （页面存档备份，存于），BBC Music
- Pierre Schaeffer （页面存档备份，存于），Discogs
- Pierre Schaeffer （页面存档备份，存于），Artistdirect